# یک عشق (آلبوم بلو)
یک‌عشق (به انگلیسی: One Love) نام دومین آلبوم استودیویی گروه انگلیسی بلو است که در سال ۲۰۰۲ عرضه شد. یک عشق در زمان انتشارش در بریتانیا برای ۱ هفته پُرفروش‌ترین آلبوم آن کشور بود. تک آهنگ‌های آن با نامهای «یک‌عشق» رتبه سوم، «متاسفم، سختترین کلمه به نظر می‌رسد» (همراه با التون جان) رتبه اول و و ترانهٔ «U Make Me Wanna» رتبه چهارم را در جدول برترینهای بریتانیا از آن خود کردند. آلبوم به رتبه بندی پلاتین ۴X در بریتانیا دست یافت.

## لیست آهنگها
1. یک‌عشق - ۳:۳۳
2. Riders - ۳:۴۵
3. Flexin' - ۴:۰۲
4. متاسفم، سختترین کلمه به نظر می‌رسد (با همراهی التون جان) - ۳:۴۱
5. She Told Me - ۴:۰۱
6. Right Here Waiting - ۳:۳۰
7. U Make Me Wanna - ۳:۳۸
8. Ain't Got You - ۴:۳۳
9. Supersexual - ۳:۴۰
10. Don't Treat Me Like A Fool - ۳:۵۳
11. Get Down - ۴:۱۰
12. Privacy - ۴:۰۰
13. Without You - ۳:۲۷
14. Invitation - ۳:۳۳
15. Like A Friend - ۴:۱۵

## جدول ها
| جدول (۲۰۰۲)                   | رتبه در جدول |
| ----------------------------- | ------------ |
| جدول موسیقی آلبوم‌های استرالیا | ۶۱           |
| جدول موسیقی آلبوم‌های بلژیک    | ۲۳           |
| جدول موسیقی آلبوم‌های دانمارک  | ۲۴           |
| جدول موسیقی آلبوم‌های هلند     | ۶            |
| جدول موسیقی آلبوم‌های آلمان    | ۱۵           |
| جدول موسیقی آلبوم‌های نیوزیلند | ۲۱           |
| جدول موسیقی آلبوم‌های بریتانیا | ۱            |

| جدول (۲۰۰۳)                   | رتبه در جدول |
| ----------------------------- | ------------ |
| جدول موسیقی آلبوم‌های استرالیا | ۱۹           |
| جدول موسیقی آلبوم‌های فرانسه   | ۳۲           |
| جدول موسیقی آلبوم‌های ایتالیا  | ۱۰           |
| جدول موسیقی آلبوم‌های نروژ     | ۹            |
| جدول موسیقی آلبوم‌های سوئد     | ۵۶           |
| جدول موسیقی آلبوم‌های سویس     | ۳۱           |